# Малые Пустынки
Малые Пустынки — деревня в Островском районе Псковской области. Входит в состав Воронцовской волости.
Расположена на правом берегу реки Черёха, севернее от впадения в неё реки Дубня, в 45 км к северо-востоку от города Остров и в 20 км к северо-востоку от волостного центра, села Воронцово. Южнее, выше по течению Черёхи, находится деревня Большие Пустынки.
Численность населения деревни по состоянию на 2000 год составляла 16 жителей.
До 2005 года деревня входила в состав ныне упразднённой Шаркуновской волости с центром в д.Погорелка.